# Benjamín Mackenna
Carlos Benjamín Mackenna Besa, más conocido como Benjamín Mackenna (3 de julio de 1934-14 de enero de 2023) fue un folclorista y empresario chileno. Fue integrante del grupo Los Huasos Quincheros entre 1958 y 2018.

## Biografía
Nació el 3 de julio de 1934 en Santiago de Chile. Hijo de Adolfo Mackenna Cerda y Amelia Besa Vicuña.
Se casó en primeras nupcias con María Josefina González Vial, con quien tuvo tres hijos: Benjamín, Carolina y María José. Posteriormente se casó con María Carolina Correa Walker, unión de la que nacieron tres hijos: Juan Cristóbal, Rodrigo y María Trinidad.
Mackenna también incursionó en el ámbito empresarial como publicista, teniendo su propia consultora BM y Asociados.
Asimismo, se desempeñó como miembro del directorio de la Corporación Cultural de Las Condes.

## Carrera musical

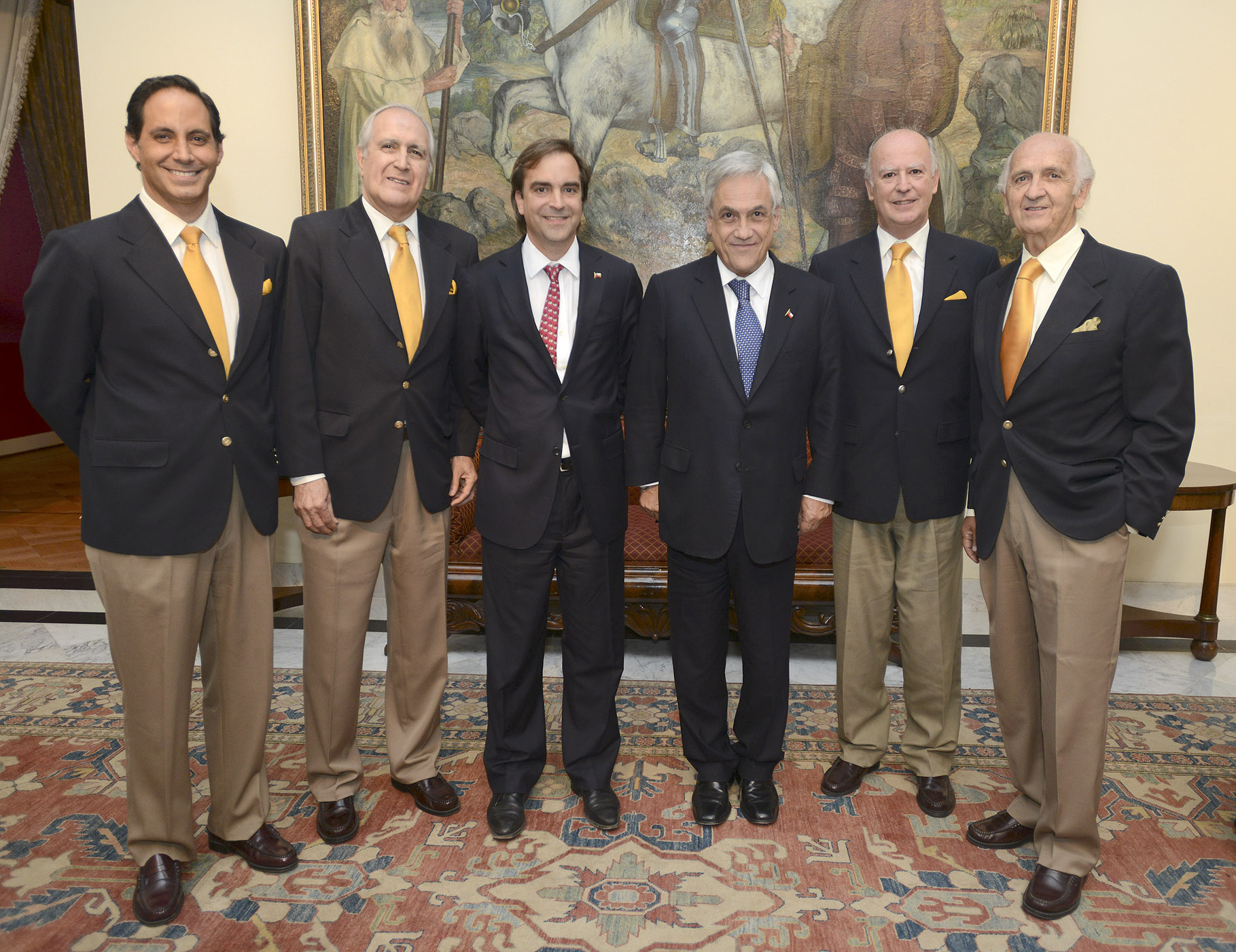
Mackenna (último de izquierda a derecha) junto a Los Huasos Quincheros en la entrega del Premio a la Música Nacional Presidente de la República 2012.

Su primer acercamiento a la música fue en el grupo folclórico infantil «Los Cuatro Huasitos», llamado así porque también estaba integrado por un hijo de Jorge Bernales, líder del grupo folclórico Los Cuatro Huasos.
Ingresó a estudiar derecho pero decidió retirarse para dedicarse definitivamente a la música, ingresando en 1958 al grupo Los Huasos Quincheros, que ese mismo año había adoptado tal nombre tras una disputa legal por el anterior, "Los Quincheros".
Tras la salida del grupo de Carlos Morgan, uno de sus fundadores, en 1965, Mackenna asumió el liderazgo de Los Huasos Quincheros, influyendo en su identificación con la derecha política en los años de la Unidad Popular y posteriormente en el gobierno del Dictador Augusto Pinochet. Aun así -según la folclorista Margot Loyola- él ayudó a salir del país a varios perseguidos políticos. En 1988, Mackenna fue uno de los principales rostros de la franja política de la opción «Sí» a la continuidad de Augusto Pinochet en el plebiscito de ese año.
En 2012 constituyó, junto a su grupo, la Fundación Los Huasos Quincheros. El 13 de julio de 2018, Mackenna dejó el grupo Los Huasos Quincheros tras 60 años de trayectoria.

## Salud y muerte
En febrero de 2021 sufrió un infarto cerebral. Falleció el 14 de enero de 2023, a la edad de 88 años.
Sus restos reposan en el cementerio Parque del Recuerdo de Huechuraba, en Santiago de Chile.

## Obras
- Quincheros: andanzas de cuatro guitarras (Edebé). 2003. ISBN 9561806533.